# Titularbistum Corycus
Corycus (italienisch Corico) ist ein Titularbistum der römisch-katholischen Kirche.
Es geht zurück auf einen untergegangenen antiken Bischofssitz in der antiken Stadt Korykos in der kleinasiatischen Landschaft Kilikien. Der Bischofssitz war der Kirchenprovinz Anazarbus zugeordnet.
| Titularbischöfe von Corycus | Titularbischöfe von Corycus                        | Titularbischöfe von Corycus                                                                             | Titularbischöfe von Corycus | Titularbischöfe von Corycus |
| --------------------------- | -------------------------------------------------- | --- | --------------------------- | --------------------------- |
| Nr.                         | Name                                               | Amt | von                         | bis                         |
| 1                           | Hilario a Jesu Costa OAD                           | Apostolischer Koadjutorvikar, Apostolischer Vikar Osttonking (Vietnam)                                  | 3. Oktober 1735             | 31. März 1740               |
| 2                           | Anton Maria Martin Ritter von Stegner              | Weihbischof in Wien (Österreich)                                                                        | 30. März 1778               | 28. Mai 1778                |
| 3                           | Valentin Anton Reichsgraf von Schneid              | Weihbischof in Regensburg (Deutschland)                                                                 | 13. Dezember 1779           | 30. Oktober 1802            |
| 4                           | Grzegorz Zachariasiewicz SJ                        | Weihbischof in Gniezno (Polen)                                                                          | 27. März 1809               | 16. Mai 1814                |
| 5                           | Peter de Ürményi                                   | Weihbischof in Esztergom (Ungarn)                                                                       | 28. August 1820             | 15. November 1839           |
| 6                           | Domenico Alfonso (Lorenzo) Serafini OFMCap         | Apostolischer Prediger (Kirchenstaat)                                                                   | 27. April 1840              | 3. Januar 1846              |
| 7                           | Joseph Dittrich                                    | Apostolischer Vikar in Sachsen Apostolischer Administrator für die Oberlausitz (Deutschland)            | 20. April 1846              | 5. Oktober 1853             |
| 8                           | Michele Ester Leterdu MEP (Michel-Esther Le Turdu) | Apostolischer Vikar von Westsiam Apostolischer Koadjutorvikar, Apostolischer Vikar von Malacca-Singapur | 25. Juni 1870               | 10. Mai 1877                |
| 9                           | Edmund Knight                                      | Weihbischof in Shrewsbury (Großbritannien)                                                              | 30. Mai 1879                | 25. April 1882              |
| 10                          | Tommaso Montefusco                                 | Weihbischof in Oria (Italien)                                                                           | 15. März 1883               | 1887                        |
| 11                          | Luis Pérez y Pérez OESA                            | Apostolischer Vikar von Nordhunan (China)                                                               | 10. März 1896               | 15. April 1910              |
| 12                          | Louis Jean Martrou CSSp                            | Apostolischer Koadjutorvikar, Apostolischer Vikar von Gabun (Französisch-Äquatorialafrika)              | 10. Dezember 1912           | 22. März 1925               |
| 13                          | José Miralles y Sbert                              | Koadjutorbischof von Barcelona (Spanien)                                                                | 3. Juli 1925                | 14. April 1926              |
| 14                          | Francesco Salis-Seewis                             | Weihbischof in Zagreb (Jugoslawien)                                                                     | 23. April 1926              | 27. Oktober 1967            |